# Arrondissement du Blanc
L'arrondissement du Blanc est une division administrative française, située dans le département de l'Indre, en région Centre-Val de Loire.

## Géographie
Cet arrondissement est organisé autour de la commune du Blanc.
Il s'étend dans les parties ouest et sud-ouest du département.
Son altitude minimum est de 59 m à Néons-sur-Creuse. Son altitude maximum est de 344 m à Mouhet.
Sa superficie est de 1 760,80 km2 jusqu'en 2017, puis 1 782,29 km2 à partir de 2018.

## Histoire
Le 17 février 1800 a été créé l'arrondissement du Blanc.
Avant mars 2015, l'arrondissement du Blanc était composées des cantons de : Bélâbre, Le Blanc, Mézières-en-Brenne, Saint-Benoît-du-Sault, Saint-Gaultier et Tournon-Saint-Martin.
Depuis mars 2015, à la suite du redécoupage cantonal de 2014, certaines communes ont changé de cantons.
Le 1er janvier 2018, la commune de La Pérouille n'est plus rattaché à l'arrondissement de Châteauroux mais à celui du Blanc.

## Composition
Depuis 2015, le nombre de communes des arrondissements varie chaque année soit du fait du redécoupage cantonal de 2014 qui a conduit à l'ajustement de périmètres de certains arrondissements, soit à la suite de la création de communes nouvelles. L'arrondissement était composé des cantons de Bélâbre, Le Blanc, Mézières-en-Brenne, Saint-Benoît-du-Sault, Saint-Gaultier et Tournon-Saint-Martin. L'arrondissement est désormais composé des cantons du Blanc et de Saint-Gaultier (29/34 communes).
Le nombre de communes de l'arrondissement du Blanc est ainsi de 56 en 2015, 2016 et 2017,, et de 57 en 2018.
Au 1er janvier 2024, l'arrondissement groupe les 57 communes suivantes :
1. Azay-le-Ferron
2. Beaulieu
3. Bélâbre
4. Le Blanc
5. Bonneuil
6. Chaillac
7. Chalais
8. La Châtre-Langlin
9. Chazelet
10. Chitray
11. Ciron
12. Concremiers
13. Douadic
14. Dunet
15. Fontgombault
16. Ingrandes
17. Lignac
18. Lingé
19. Lurais
20. Lureuil
21. Luzeret
22. Martizay
23. Mauvières
24. Mérigny
25. Mézières-en-Brenne
26. Migné
27. Mouhet
28. Néons-sur-Creuse
29. Nuret-le-Ferron
30. Obterre
31. Oulches
32. Parnac
33. Paulnay
34. La Pérouille
35. Pouligny-Saint-Pierre
36. Preuilly-la-Ville
37. Prissac
38. Rivarennes
39. Rosnay
40. Roussines
41. Ruffec
42. Sacierges-Saint-Martin
43. Saint-Aigny
44. Saint-Benoît-du-Sault
45. Saint-Civran
46. Saint-Gaultier
47. Sainte-Gemme
48. Saint-Gilles
49. Saint-Hilaire-sur-Benaize
50. Saint-Michel-en-Brenne
51. Saulnay
52. Sauzelles
53. Thenay
54. Tilly
55. Tournon-Saint-Martin
56. Vigoux
57. Villiers

## Administration
| Période        | Période        | Identité        | Fonction précédente | Observation |
| -------------- | -------------- | --------------- | ------------------- | ----------- |
| ?              | 2 octobre 2017 | ?               |                     | ?           |
| 2 octobre 2017 | En cours       | Sandrine Cotton |                     | ?           |

## Démographie
En 2022, l'arrondissement comptait 30 455 habitants.
| 1968   | 1975   | 1982   | 1990   | 1999   | 2006   | 2011   | 2016   | 2021   |
| ------ | ------ | ------ | ------ | ------ | ------ | ------ | ------ | ------ |
| 40 877 | 38 894 | 36 103 | 34 603 | 32 897 | 32 974 | 32 725 | 31 714 | 30 501 |

| 2022   | - | - | - | - | - | - | - | - |
| ------ | - | - | - | - | - | - | - | - |
| 30 455 | - | - | - | - | - | - | - | - |